# Ішимбайське нафтове родовище
Ішимбайське родовище (рос. Ишимбайское месторождение) — нафтове родовище в Башкортостані, Російська Федерація, приурочене до рифового масиву.

## Опис
Масив, складений вапняками нижньої пермі, включає п'ять рифів, що мають різні контури і об'єднаних в єдину зв'язку. Кути падіння схилів рифів від 20 до 40 град. Найбільший з них (східний) досягає в поперечнику 1,5 км. Нафтоносні ріфогенниє вапняки характеризуються сильною кавернознозстю і дуже доброю проникністю, що зумовило високу початкову продуктивність свердловин (до 800т/сут). Поверхи нафтоносності по масивах коливаються від 310 до 560 м. Всі рифи мають єдиний контур нафтоносності. Продуктивні вапняки перекриті пермськими соленоснимі відкладеннями.
Численні свідчення проявів нафти в цьому районі науково фіксувалися, починаючи з другої половини XVIII ст., а в 1911—1914 рр. приватний підприємець А. Срослов, пробуривши свердловини глибиною від 20 до 90 м, виявив тут великі скупчення асфальту та густої нафти. Для вивчення цього важливого питання до Геологічного комітету Російської імперії декілька разів надсилалися клопотання, щоб провести глибоке буріння відкритих нафтових територій, проте до війни це не відбулося, а під час Першої світової війни такої можливості вже не було. Перші нафтові фонтани Ішимбайського родовища отримані у 1932 р. експедицією геолога-нафтовика Олексія Блохіна.
В наш час[коли?] вироблене.